# 龜城君 (1441年)
李浚（：／，1441年—1479年），是朝鲜王朝時期的宗室，世宗大王孫，臨瀛大君李璆的兒子。拜四道兵馬都統，曾討平李施愛之亂，封龜城君（：／）。在成宗時期與韓明澮對立，並被指與尹正言（即是成宗廢妃尹氏之父尹起畎，正言是官名）有逆謀之心。
從此以後，朝鮮王室宗親除了極少數之外都被嚴格禁止參與朝政。